# Sandberg Instituut

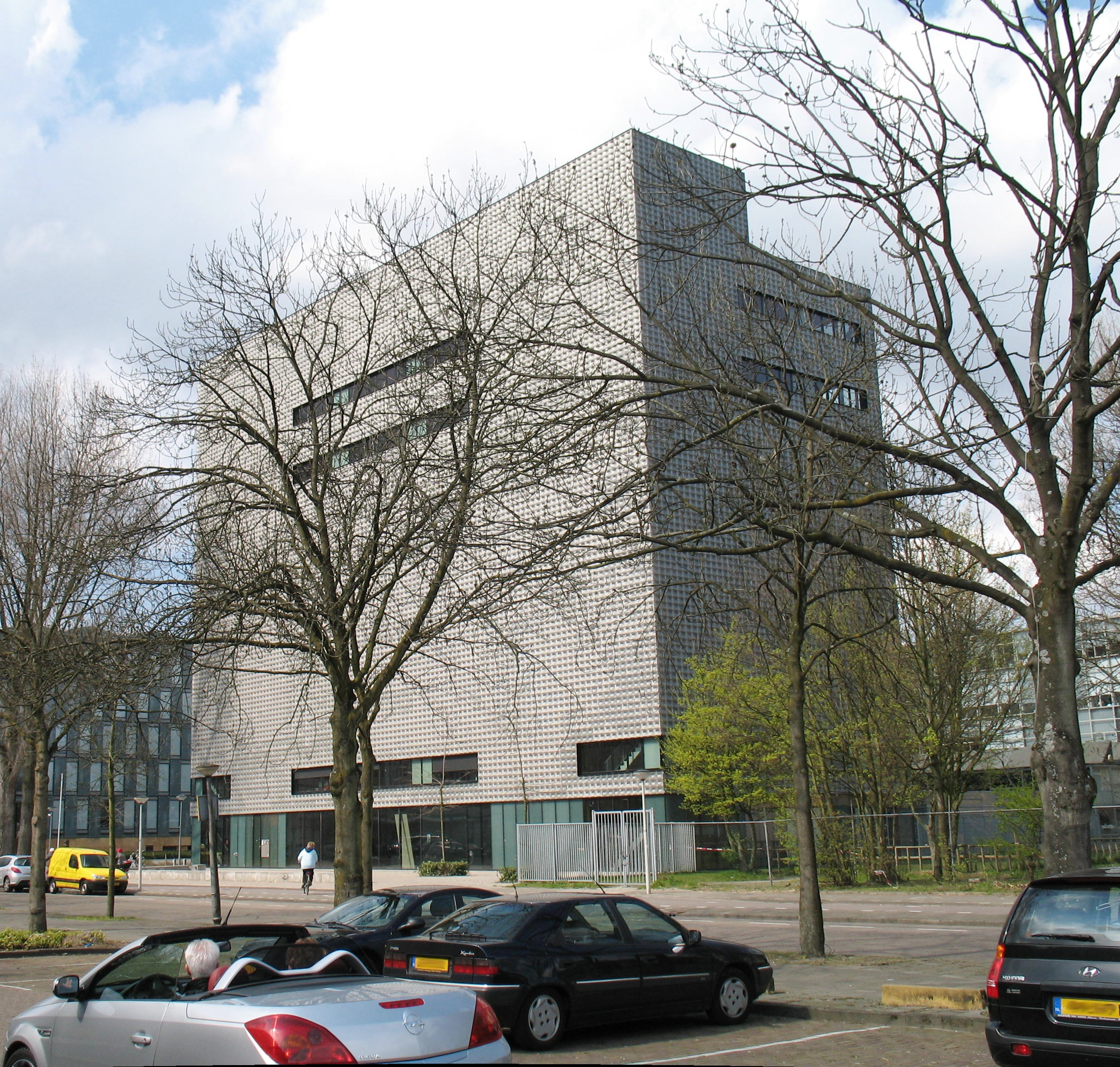
Het Sandberg Instituut

Het Sandberg Instituut Amsterdam, de masteropleiding van de Gerrit Rietveld Academie, is vernoemd naar Willem Sandberg, voormalig directeur van het Stedelijk Museum Amsterdam, ontwerper en charismatisch pleitbezorger van het nieuwe en andere in de kunst. Sinds 1995 biedt het Sandberg Instituut masteropleidingen aan in autonome kunst, ontwerpen en vrije vormgeving.

## Autonome Kunst
De afdeling Autonome Kunst is een van de masteropleidingen vrije kunst in Nederland. De afdeling organiseerde in het verleden tweejaarlijks De Kunstvlaai, een alternatieve Nederlandse kunstbeurs voor Kunstenaarsinitiatieven en andere masteropleidingen in de kunst.

## Ontwerpen
De afdeling ontwerpen is gebaseerd op engagement en experiment en wordt sinds 2008 geleid door ontwerper en initiator Annelys de Vet. Van 2002 tot 2008 gaf ontwerper/kunstenaar Mieke Gerritzen en van 2008 leiding.

### Mediafonds@Sandberg
Het Mediafonds en het Sandberg Instituut hebben van 2005 tot en met 2013 samen de masterclass Mediafonds@Sandberg (voorheen Stifo@Sandberg) georganiseerd. Ervaren mediamakers en ontwerpers zochten samen naar nieuwe vormen van vertellen en werken aan een zelf geformuleerde ‘onderzoeksvraag’ die resulteerde in een demo voor een culturele mediaproductie. Elk jaar werd een hoofdthema gekozen dat volgens de organisatoren maatschappelijke urgentie had. Opzet was om andere, nieuwe of experimentele mediavormen te ontwikkelen door mensen en organisaties uit verschillende media-terreinen bij elkaar te zetten en tot overkoepelende inzichten en synergie te komen. De masterclass was voor de deelnemers een verbreding van het vakgebied en een verdieping op thematische onderdelen. De masterclass had de vorm van een laboratorium: thematisch afgebakend met samenhang tussen de projecten en aanvullende lezingen. Ze werd georganiseerd vanuit het Sandberg Instituut, in samenwerking met het Mediafonds en een jaarlijks wisselende derde partij.

### Artvertising
Het gebouw waarin het Sandberg Instituut sinds 2005 huist kreeg bekendheid door het Artvertising-project van Teun Castelein, destijds student aan de afdeling ontwerpen. Artvertising was een ruimtelijke interpretatie van The Million Dollar Homepage, een internetproject uit 2005 van Alex Tew. Voor dit project verkocht Castelein de gevel van het gebouw in Amsterdam als advertentieruimte. Het project begon aanvankelijk als een grap, maar werd na publicatie op een website door duizenden blogs over de gehele wereld overgenomen, waarna het project wel gerealiseerd móest worden.

## Vrije Vormgeving
De afdeling Vrije Vormgeving richt zich op ruimtelijke vormgeving. Marjan Unger was hoofd van de afdeling van 1995 tot 2006.